# 우허우구

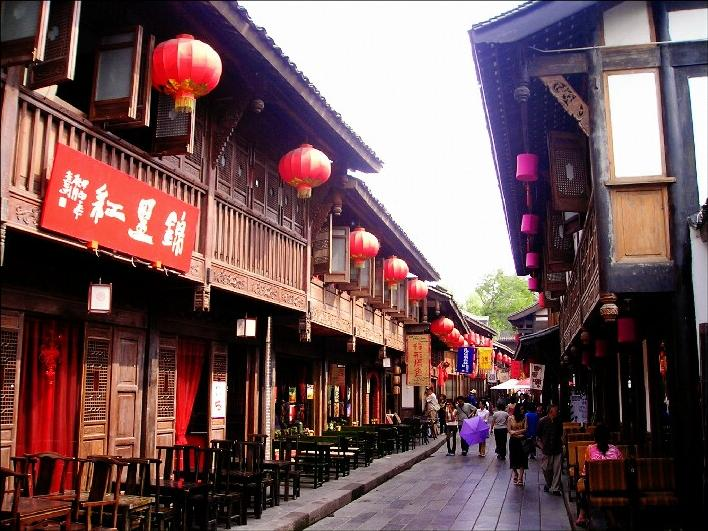
우허우 사 주변의 진리 로

우허우구(한국어: 무후구, 중국어: 武侯区, 병음: Wǔhóu Qū)는 중화인민공화국 쓰촨성 청두시의 현급 행정구역이다. 역사적인 유적지인 무후사와 진리 로가 있다. 넓이는 77km2이고, 인구는 2007년 기준으로 810,000명이다.

## 기후
연평균 기온은 16.2°C이고 연평균 강수량은 974mm이다.

## 행정 구역
17개 가도를 관할한다.
- 가도: 浆洗街街道, 望江路街道, 玉林街道, 跳伞塔街道, 火车南站街道, 双楠街道, 晋阳街道, 红牌楼街道, 机投桥街道, 金花桥街道, 簇锦街道, 簇桥街道, 华兴街道, 芳草街街道, 肖家河街道, 石羊场街道, 桂溪街道.